# Contorno di Keldysh
Il contorno di Schwinger-Keldysh, più noto come contorno di Keldysh, è un contorno di integrazione definito sulla coordinata temporale e utilizzato nella teoria delle funzioni di Green fuori equilibrio. Il contorno è composto da due rami: il primo che procede in senso temporale diretto, dal passato verso il futuro, fino ad un tempo t. Il secondo che procede in senso ritroso da t verso il passato. Sul contorno di Keldysh si definisce una coordinata pseudotemporale {\displaystyle \tau } sulla quale è possibile definire la funzione di Green ordinata sul contorno. È possibile mostrare che, qualora si definiscano sul contorno di Keldysh tutte le quantità della teoria delle funzioni di Green fuori equilibrio, il teorema di Wick viene recuperato e dunque diventa possibile uno sviluppo perturbativo in diagrammi di Feynman della teoria.